# 여의도 대우트럼프월드
여의도 대우트럼프월드는 대한민국 서울특별시 영등포구 여의도동에 위치한 초고층 아파트다.